# Славяноведение (журнал)
Славяноведение  — спеціальний слов'янознавчий науковий часопис, видання Інституту слов'янознавства Російської академії наук. Виходить у Москві з 1965 року тиражем 600 примірників.

## Історія
У 1942 році був створений журнал «Славяне» при Всеслов'янському комітеті.
З 1965 року замість нього став видаватися журнал «Советское славяноведение» при Інституті слов'янознавства АН СРСР.
У 1992 році журнал перейменований в слов'янознавства, видається Інститутом слов'янознавства РАН.

## Опис
Входить до Списку наукових журналів ВАК Міністерства освіти та науки Росії, в яких повинні бути опубліковані основні наукові результати дисертацій на здобуття наукових ступенів доктора і кандидата наук.
Періодичність — шість номерів на рік, обсяг номера — близько 12 друкованих аркушів, тираж близько 600 примірників (більше третини — іноземна підписка).

## Головні редактори
- 1965—1987 — д.і.н. І. І. Костюшко
- 1987—1989 — д.філ.н. А. К. Кавко
- 1989—1992 — д.і.н. І. І. Поп
- 1993—1996 — к.і.н. А. І. Рогов
- 1996—2001 — д.філос.н. Ю. С. Новопашин
- 2001—2005 — член-кор. РАН В. К. Волков
- з 2006 року — д.і.н. М. А. Робінсон.